# Puchar Interkontynentalny w Lekkoatletyce 2010 – pchnięcie kulą kobiet
Pchnięcie kulą kobiet – jedna z konkurencji rozegranych podczas pucharu interkontynentalnego w Splicie. Kulomiotki rywalizowały 5 września – drugiego dnia zawodów.

## Rezultaty
| WR - rekord świata \| CR - rekord imprezy \| NR - rekord kraju \| AR - rekord kontynentu                       |
| SB - najlepszy wynik w sezonie \| WL - najlepszy tegoroczny wynik na listach światowych \| PB - rekord życiowy |

| Poz. | Zawodniczka               | Reprezentacja  | #1    | #2    | #3    | #4    | Rezultat |
| ---- | ------------------------- | -------------- | ----- | ----- | ----- | ----- | -------- |
| 1.   | Valerie Vili              | Azja i Oceania | 20.70 | 20.86 | 20.76 | 20.56 | 20.86 SB |
| 2.   | Nadzieja Astapczuk        | Europa         | 19.75 | 20.13 | 20.18 | x     | 20.18    |
| 3.   | Gong Lijiao               | Azja i Oceania | 19.24 | 20.13 | 20.13 | x     | 20.13 SB |
| 4.   | Misleydis González        | Ameryka        | 18.14 | 18.54 | 18.62 | 18.15 | 18.62    |
| 5.   | Jillian Camarena-Williams | Ameryka        | 17.23 | 18.49 | 18.22 | 18.46 | 18.49    |
| 6.   | Olga Iwanowa              | Europa         | 18.02 | 18.24 | x     | 18.04 | 18.24    |
| 7.   | Mariam Nnodu-Ibekwe       | Afryka         | 12.63 | 13.67 | 13.45 | x     | 13.67 SB |
| 8.   | Priscilla Isiao           | Afryka         | 12.17 | 12.55 | 12.17 | 13.04 | 13.04    |